# Seznam italijanskih komikov
Seznam italijanskih komikov.

## A
- Giancarlo Alessandrini
- (Pietro Aretino - satirik)

## B
- Massimo Belardinelli
- Franco Bonvicini
- Luciano Bottaro
- Gino Bramieri
- Anna Brandoli
- Roberto Benigni

## C
- Giovan Battista Carpi
- Giorgio Cavazzano
- Giancarlo Judica Cordiglia
- Guido Crepax
- Maurizio Crozza

## D
- Andrea Di Vito

## F
- Fiorello (Rosario Tindaro)

## G
- Vittorio Giardino

## J
- Benito Jacovitti

## L
- Tanino Liberatore

## M
- Milo Manara
- Nino Manfredi
- Amerigo Manzini?
- Enrico Marini
- Marco Milano - Mandi Mandi
- Lucio Montanaro (1951-)

## P
- Andrea Pazienza
- Renato Pozzetto
- Hugo Pratt

## R
- Roberto Raviola - Magnus
- Marco Rota

## S
- Romano Scarpa

## T
- Teo Teocoli
- Rosario Tindaro - Fiorello
- Ugo Tognazzi
- Sergio Toppi

## Z
- Silvia Ziche